# Henry Braham
Henry Braham (Inghilterra, 30 ottobre 1965) è un direttore della fotografia inglese.
È conosciuto principalmente per: La bussola d'oro (2007), Guardiani della Galassia Vol. 2 (2017) e The Legend of Tarzan (2016).

## Biografia
Nel 1998 entra a far parte come membro nella British Society of Cinematographers (BSC) in seguito divenne uno stretto collaboratore con il regista Kirk Jones, lavorando come direttore della fotografia nei suoi film Svegliati Ned (1998), Nanny McPhee - Tata Matilda (2005) and Stanno tutti bene (2009). In seguito Braham è stato protagonista di altri titoli importanti quali: La bussola d'oro (2007), The Legend of Tarzan (2016) e Guardiani della Galassia Vol. 2 (2017).
Braham ha avuto anche una carriera vincente in video commerciali, di moda e musicali, lavorando come direttore della fotografia per Mario Testino per Dolce & Gabbana, Burberry, Michael Kors, Issey Miyake and Lancome così come per Nick Knight.
Nel 2013, Henry ha progettato l'illuminazione per la mostra tutto esaurito: “Hats: An Anthology di Stephen Jones” per il Victoria & Albert Museum.
Nel 2016, ha girato la trasmissione internazionale live di "The Entertainer" dal Garrick Theatre di Londra per la Kenneth Branagh Theatre Company
Henry è anche il cofondatore del marchio Good Hemp con Glynis Murray.

### Vita privata
È sposato con Glynis Murray

## Filmografia

### Cinema
- The Children, regia di Tony Palmer (1989)
- Soft Top, Hard Shoulder, regia di Stefan Schwartz (1992)
- Roseanna's Grave, regia di Paul Weiland (1997)
- Shooting fish, regia di Stefan Schwartz (1997)
- The land girls - Le ragazze di campagna (The Land Girls), regia di David Leland (1998)
- Svegliati Ned (Waking Ned Devine), regia di Kirk Jones (1998)
- Verità apparente (The Invisible Circus), regia di Adam Brooks (2001)
- Crush, regia di John McKay (2001)
- Bright Young Things, regia di Stephen Fry (2003)
- Nanny McPhee - Tata Matilda (Nanny McPhee), regia di Kirk Jones (2005)
- Giovani aquile (Flyboys), regia di Tony Bill (2006)
- La bussola d'oro (The Golden Compass), regia di Chris Weitz (2007)
- Stanno tutti bene - Everybody's Fine (Everybody's Fine), regia di Kirk Jones (2009)
- The Legend of Tarzan, regia di David Yates (2016)
- Guardiani della Galassia Vol. 2 (Guardians of the Galaxy Vol. 2), regia di James Gunn (2017)
- Georgetown, regia di Christoph Waltz (2019)
- Maleficient - Signora del male (Maleficent: Mistress of Evil), regia di Joachim Rønning (2019)
- The Suicide Squad - Missione suicida (The Suicide Squad), regia di James Gunn (2021)
- Guardiani della Galassia Vol. 3 (Guardians of the Galaxy Vol. 3), regia di James Gunn (2023)
- The Flash, regia di Andy Muschietti (2023)
- Road House, regia di Doug Liman (2024)
- The Instigators, regia di Doug Liman (2024)
- Superman, regia di James Gunn (2025)

### Televisioe
- Shackleton - miniserie TV, 2 putate (2002)
- Guardiani della Galassia Holiday Special (The Guardians of the Galaxy Holiday Special) regia di James Gunn - film TV (2022)